# Pheromermis
Pheromermis é um género de nematóides pertencente à família Mermithidae.
As espécies deste género podem ser encontradas na América do Norte.
Espécies:
- Pheromermis montanus Gafurov & Muratova, 1983
- Pheromermis myopis Poinar & Lane, 1978
- Pheromermis myrmecophila (Baylis, 1921)
- Pheromermis pachysoma (von Linstow, 1905)
- Pheromermis robustus Gafurov & Muratova, 1983
- Pheromermis rubzovi Andreeva & Spiridonov, 1986
- Pheromermis tabani Rubzov & Andreeva, 1980
- Pheromermis tabanivora Gafurov, Sorokina & Muratova, 1986
- Pheromermis vernalis Rubzov & Andreeva, 1980
- Pheromermis vesparum Kaiser, 1987
- Pheromermis villosa Kaiser, 1986
- Pheromermis zaamini Gafurov, Kadyrova & Normatov, 1979